# Anne Lévy
Anne Lévy (* 24. Mai 1971 in Bern) ist eine Schweizer Managerin und seit 2020  Direktorin des Bundesamtes für Gesundheit (BAG) in der Schweiz.

## Werdegang
Anne Lévy ist in Bern aufgewachsen. Mit 16 Jahren zog sie nach Basel um, wo ihr Vater Philippe Lévy Generaldirektor der Schweizer Mustermesse in Basel wurde. Sie schloss das Gymnasium mit der Matura Typus B ab. An der Universität Lausanne schloss Lévy ihr Studium in politischen Wissenschaften ab. Darüber hinaus verfügt sie über einen Executive MBA in Nonprofit-Organisations-Management von der Universität Freiburg.
Lévy verfügt über langjährige Erfahrungen in Management und Führung und ist zugleich Spezialistin im Bereich Public Health. Nach ihrem Studium arbeitete sie als Spezialistin für Drogenfragen für die Stadt Bern. Im Jahr 2001 übernahm sie beim Bundesamt für Gesundheit die Leitung der Koordinations- und Dienstleistungsplattform Sucht, danach die Leitung der Facheinheit Sucht und Aids von 2003 bis 2004. Anschliessend leitete sie bis 2009 die Sektion Alkohol und Tabak beim Bundesamt für Gesundheit. Schliesslich wurde sie 2009 Leiterin des Bereichs Gesundheitsschutz im Gesundheitsdepartement von Basel-Stadt, bevor sie dann 2015 CEO der Universitären Psychiatrischen Kliniken Basel wurde. Nach fünfjähriger Tätigkeit wählte sie der Bundesrat zur neuen Direktorin des Bundesamtes für Gesundheit (BAG). Diese Stelle trat sie am 1. Oktober 2020 an.
Weiter war Lévy auch als Dozentin tätig: von 2015 bis 2019 als Co-Leiterin für das Modul Gesundheits- und Sozialpolitik sowie Referentin für Gesundheitspolitik im Rahmen der Berufs- und Weiterbildung Zofingen und der höheren Fachschule für Podologie. Von 2008 bis 2019 war sie zudem Referentin im Modul Gesundheitspolitik im Master in Public Health der Universitäten Basel, Bern und Zürich.
Lévy bekleidete mehrere Ehrenämter: So war sie von 2014 bis 2019 Präsidentin des Stiftungsrats Sucht Schweiz sowie Vorstandsmitglied des New Israel Fund Schweiz. 2014 bis 2019 war sie Stiftungsrätin der Goldschmidt Jacobson-Stiftung. Parallel war sie von 2017 bis 2020 Vorstandsmitglied der OdA Santé beider Basel. Ebenfalls war Lévy von 2018 bis 2020 Vorstandsmitglied der Israelitischen Gemeinde Basel IGB. Schliesslich war sie von 2019 bis 2020 Mitglied des Subcommittee Mental Health der European Association of Hospital Managers EAHM und Vorstandsmitglied und Vizepräsidentin des Verbands Nordwestschweizer Spitäler VNS.
Gemeinsam mit ihrem Ehemann wohnt Lévy in Bern.